# Markasjön, Skåne
Markasjön är en sjö i Hässleholms kommun i Skåne och ingår i Helge ås huvudavrinningsområde.